# البورصة المصرية للسلع
البورصة المصرية للسلع هي شركة مساهمة وسوق سلع أساسية مصرية، أنشأت بقرار رئيس مجلس الوزراء رقم 182 لسنة 2020، والذي ينص على إنشاء شركة مساهمة مصرية تحت اسم "البورصة المصرية للسلع"، وقع كونسورتيوم من ثلاثة أعضاء بروتوكول تعاون مع الحكومة المصرية لتأسيس بورصة إلكترونية للسلع المصرية في مصر بقيمة 35-50 مليون دولار، كأول بلد على الإطلاق في منطقة الشرق الأوسط وشمال إفريقيا، وتُفيد البورصة في كونها احدى الآليات الفعالة للسيطرة على الأسعار وتنظيم تداول السلع الإستراتيجية والحد من أزمات وتقلبات الأسواق، وبدأت أعمال التداول في البورصة في 27 نوفمبر 2022.

## توقف البورصة
مع نهاية العام 2023 سادت العشوائية تسعير السلع والمنتجات في السوق المصرية وتوقفت البورصة المصرية للسلع عن طرح وتداول أبرز 3 سلع استراتيجية حيث كانت آخر جلسة تداول لسلعة السكر في 14 ديسمبر 2023، والذرة في 25 ديسمبر2023، فيما لم تنعقد أي جلسة جديدة لسلعة القمح منذ 21 يناير 2024.

## المساهمين
تتوزع نسب المساهمين في الشركة كالتالي:
| - البورصة المصرية (34.07%) - الهيئة العامة للسلع التموينية (10.99%) - البنك الزراعي المصري (9.89%) - البنك الأهلي المصري (6.59%) - بنك مصر (6.59%) - مصر للمقاصة والقيد والإيداع المركزي (5.49%) |  | - جهاز تنمية التجارة الداخلية (5.49%) - مصر القابضة للتأمين (5.49%) - المصرية القابضة للصوامع والتخزين (4.90%) - المجموعة المالية هيرميس القابضة (3.30%) - بلتون المالية القابضة (3.30%) - سي أي كابيتال القابضة للاستثمارات المالية (3.30%) |

## روابط خارجية
- الموقع الرسمي للبورصة.